# Hohenwald
Hohenwald és una població dels Estats Units a l'estat de Tennessee. Segons el cens del 2000 tenia 3.754 habitants.

## Demografia
Segons el cens del 2000, Hohenwald tenia 3.754 habitants, 1.534 habitatges, i 989 famílies. La densitat de població era de 332,4 habitants/km².
Dels 1.534 habitatges en un 28,4% hi vivien nens de menys de 18 anys, en un 48,2% hi vivien parelles casades, en un 13,1% dones solteres, i en un 35,5% no eren unitats familiars. En el 32,6% dels habitatges hi vivien persones soles el 17,3% de les quals corresponia a persones de 65 anys o més que vivien soles. El nombre mitjà de persones vivint en cada habitatge era de 2,3 i el nombre mitjà de persones que vivien en cada família era de 2,89.
Per edats la població es repartia de la següent manera: un 24,6% tenia menys de 18 anys, un 7,7% entre 18 i 24, un 24,6% entre 25 i 44, un 22,8% de 45 a 60 i un 20,3% 65 anys o més.
L'edat mediana era de 39 anys. Per cada 100 dones de 18 o més anys hi havia 80,2 homes.
La renda mediana per habitatge era de 24.676 $ i la renda mediana per família de 37.609 $. Els homes tenien una renda mediana de 25.863 $ mentre que les dones 23.056 $. La renda per capita de la població era de 16.665 $. Entorn de l'11,1% de les famílies i el 17,6% de la població estaven per davall del llindar de pobresa.

## Poblacions més properes
El següent diagrama mostra les poblacions més properes.